# Ormai non c'è più scampo
Ormai non c'è più scampo (When Time Ran Out...) è un film catastrofico del 1980 diretto da James Goldstone.

## Trama
Su un atollo tropicale l'ingegnere Hank Anderson, su commissione del magnate dell'isola Bob Spangler, riesce nell'intento di estrarre petrolio dopo una lieve scossa di terremoto. L'ingegnere tuttavia ha il sospetto che la scossa possa essere il preludio di un'imminente eruzione del vicino vulcano, benché inattivo da molti anni, e insieme a Spangler va a controllare nel laboratorio presente ai bordi del cratere dove scopre che il vulcano sta invece per eruttare ma Bob non ne vuole sapere di allertare i turisti presenti nel suo lussuoso hotel, conscio del danno economico che ne potrebbe derivare.
Pochi giorni dopo il vulcano erutta provocando anche un maremoto che sommerge una parte dell'isola. Anderson si rende conto che l'unica salvezza è quella di attraversare il fiume di lava per raggiungere la parte opposta dell'isola ma solo in pochissimi decidono di seguirlo, fra i quali Shelby Gilmore, il suocero di Bob: la maggioranza della popolazione locale e dei turisti, comprese Nikki, la moglie di Bob, e la sua amante Iolani, decide di restare nell'hotel in attesa dei soccorsi.
Dopo una serie di peripezie Hank riesce nell'impresa traendo in salvo la maggioranza di coloro che avevano deciso di seguirlo mentre l'hotel verrà distrutto dalla furia della lava uccidendo tutti.

## Accoglienza
Molte sono state le critiche mosse a questo film: il Corriere della Sera lo ha definito "Il film catastrofico più scialbo che sia mai stato realizzato", mentre il Giornale lo ha definito "Patetico, scontato e per niente emozionante rimasuglio dell'ormai moribondo filone catastrofico".
Paul Newman dichiarò che fu l'unico film in cui egli recitò solo per soldi, mentre la produzione ebbe non pochi problemi nel gestire William Holden, che all'epoca aveva grossi problemi di alcolismo. Oltre alla svogliatezza dei componenti del cast, il film sembrò poco credibile anche dal punto di vista della sceneggiatura e della scenografia: oltre ad effetti speciali alquanto dozzinali per un film degli anni 80 la sceneggiatura presentava situazioni inverosimili, come la stazione di monitoraggio costruita sulla cresta di un vulcano e la ricerca di depositi di petrolio in un'isola vulcanica.
Nonostante le contraddizioni e il tremendo flop al botteghino (solo 1700000 $ di incassi a fronte di 20000000 $ di spesa), ai Premi Oscar 1981 la pellicola ottenne una nomination nella categoria "Migliori costumi".